# Hikangia carinata
Hikangia carinata är en insektsart som beskrevs av Nielson 1983. Hikangia carinata ingår i släktet Hikangia och familjen dvärgstritar. Inga underarter finns listade i Catalogue of Life.